# Gabunia coerulea
Gabunia coerulea là một loài tò vò trong họ Ichneumonidae.